# Isabel Allende (Politikerin)

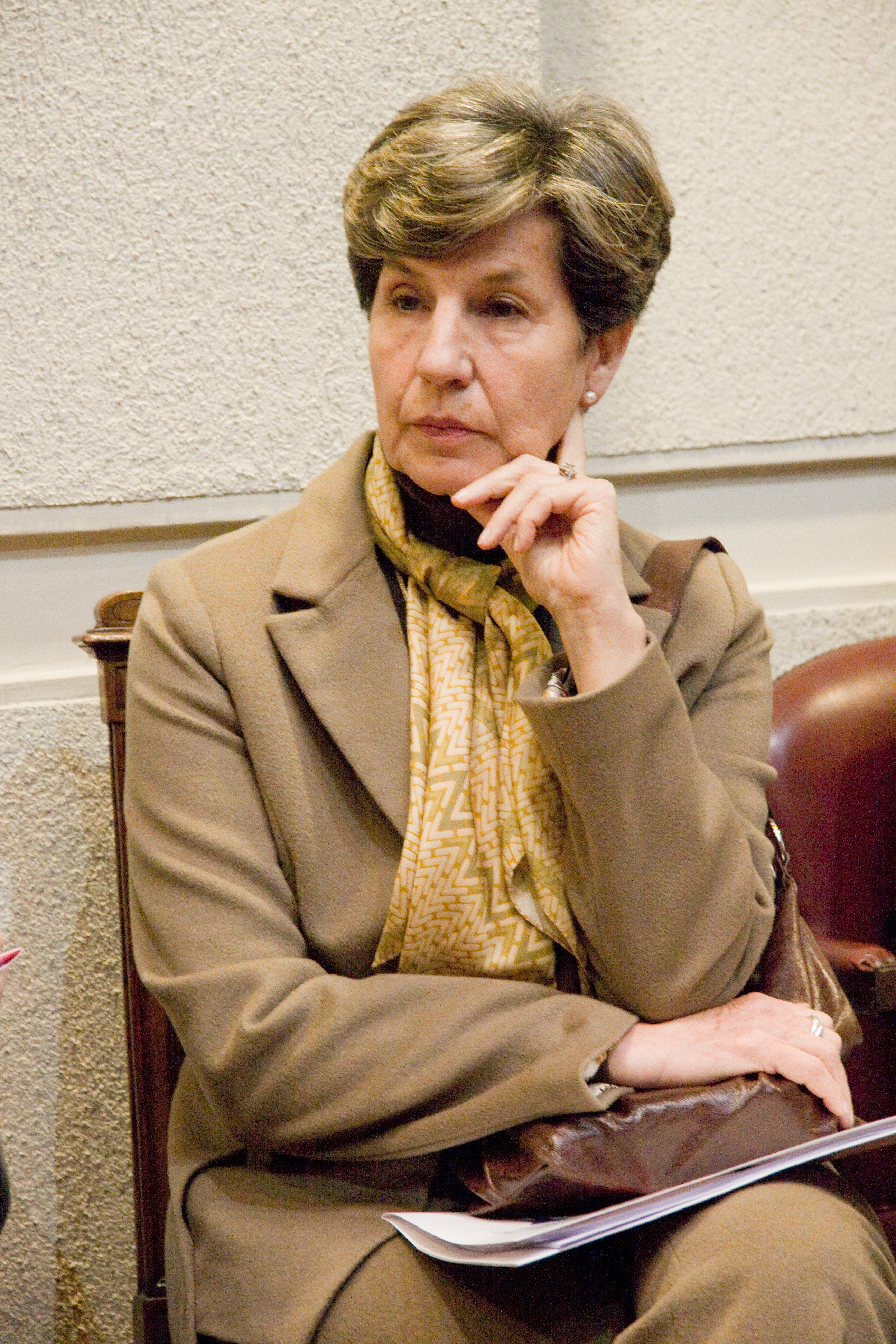
Senatorin Isabel Allende Bussi, 2011

Marie Isabel Allende Bussi (* 18. Januar 1945 in Santiago de Chile) ist eine chilenische Soziologin und Politikerin. Sie ist die Tochter des früheren Präsidenten Salvador Allende, der bei dem Putsch in Chile 1973 ums Leben kam, woraufhin sie sich mit ihrer Mutter und ihren Schwestern ins Exil begab. Mit der einsetzenden Transition in Chile kehrte sie Ende der 1980er Jahre in ihr Heimatland zurück und engagierte sich fortan in der Partido Socialista. Sie wurde 1993 in das Abgeordnetenhaus von Chile gewählt, dem sie bis 2010 angehörte. Seitdem ist sie Mitglied im Senat von Chile.

## Leben

### Familie
Allendes Eltern waren der Politiker und Mitbegründer der Partido Socialista Salvador Allende Gossens und dessen Ehefrau Hortensia Bussi. Sie hat zwei Schwestern, Carmen Paz und die bereits 1977 verstorbene Beatriz. Allende war kurzzeitig mit Sergio Meza verheiratet. Aus dieser Ehe stammt der Sohn Gonzalo Meza, der sich 2010 das Leben nahm. Zwischen 1970 und 1981 war sie mit Luis Romilio Tambutti Retamales verheiratet, mit dem sie die gemeinsame Tochter Marcia Tambutti (* 1971) hat.

### Kindheit, Ausbildung und Berufsleben
In Allendes Geburtsjahr 1945 wurde ihr Vater bei der Parlamentswahl in den chilenischen Senat gewählt. Bei der Präsidentschaftswahl 1952 kandidierte er erstmals für das Präsidentenamt, landete jedoch mit nur 5,5 Prozent der Stimmen auf dem letzten Platz. Durch die Kooperation mit der Partido Comunista de Chile verbesserten sich seine Chancen, er musste sich dennoch bei den Wahlen 1958 und 1964 seinen politischen Gegnern geschlagen geben. Von frühester Kindheit war sie den Umgang mit Personen der politischen Elite gewohnt, da diese regelmäßig im Elternhaus zu Besuch waren. In Zeiten des Wahlkampfes begleitete sie ihren Vater bei dessen Reisen zu Auftritten im ganzen Land.
Allende wurde getauft und erhielt ihre Erstkommunion. Sie besuchte in ihrer Schulzeit das Colegio La Maisonnette und das Colegio Dunalastair. Nach Beendigung der Schule begann sie 1962 als 17-Jährige ein Studium der Soziologie an der Universidad de Chile. In dieser Zeit trat sie der Partido Socialista de Chile bei, die ab 1969 Bestandteil des Bündnisses Unidad Popular war, das die politischen Bestrebungen ihres Vaters unterstützte. Nach ihrem Abschluss 1967 erhielt sie eine Stelle als Wissenschaftlerin am Institut für Ausbildung und Forschung, wo sie sich mit Reformen im Agrarsektor beschäftigte. Von 1968 bis 1969 war sie Assistenzprofessorin an der Journalistenschule, die der Universidad de Chile angegliedert war. Ab 1970 war sie als Analystin bei der Bibliothek des chilenischen Nationalkongresses (BCN) angestellt. In diesem Jahr wurde ihr Vater im vierten Anlauf zum Präsidenten gewählt.

### Putsch und Zeit im Exil

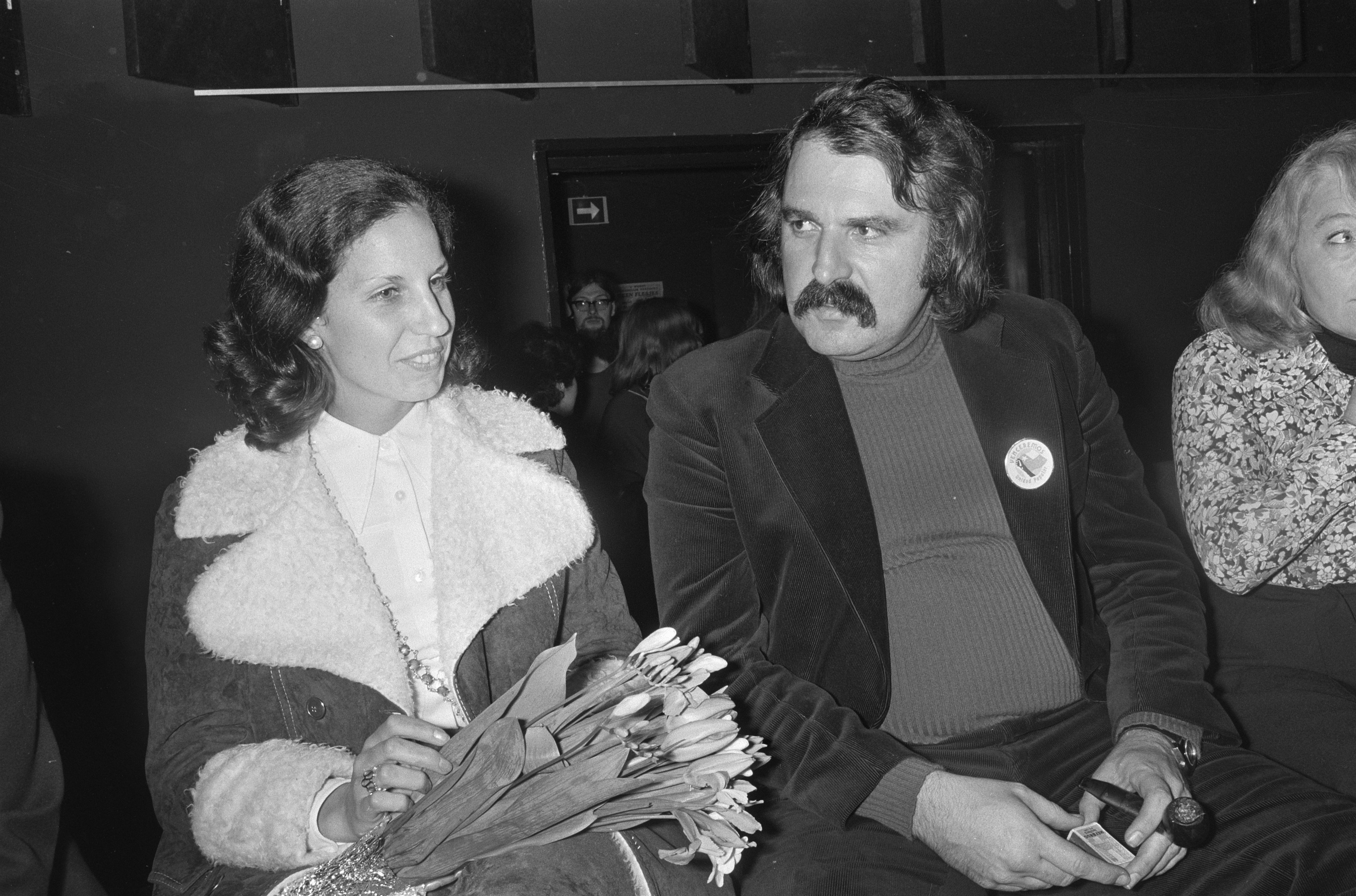
Allende mit dem Rotterdamer Bürgermeister André van der Louw, 1975

Die Regierungszeit ihres Vaters endete mit dem Putsch in Chile am 11. September 1973, in dessen Verlauf er sich das Leben nahm. Als am Morgen bekannt wurde, dass das Militär die Regierung stürzen würde, begab sich Allende mit ihrer Schwester Beatriz in den Präsidentenpalast La Moneda, um ihrem Vater beizustehen. Dieser schickte seine Töchter fort und sie konnten das Gebäude verlassen, noch ehe das Militär mit den Luftangriffen auf den Palast begann.
Am 15. September 1973 floh Allende gemeinsam mit ihrer Mutter und den beiden Schwestern aus Chile und begab sich ins Exil nach Mexiko. Während der Zeit im Exil erwarb sie einen Masterabschluss in Soziologie an der Nationalen Autonomen Universität von Mexiko (UNAM) und einen weiteren Abschluss in Politikwissenschaft an der länderübergreifenden Facultad Latinoamericana de Ciencias Sociales. Zwischen 1983 und 1986 war sie als Wissenschaftlerin am Lateinamerikanischen Institut für transnationale Studien (ILET) tätig.
Allende engagierte sich aus dem Exil heraus gegen das Militärregime in Chile, indem sie international Aufklärungsarbeit über die Menschenrechtsverletzungen des Regimes leistete und um Solidarität mit den Verfolgten warb.

### Rückkehr nach Chile und politischer Werdegang

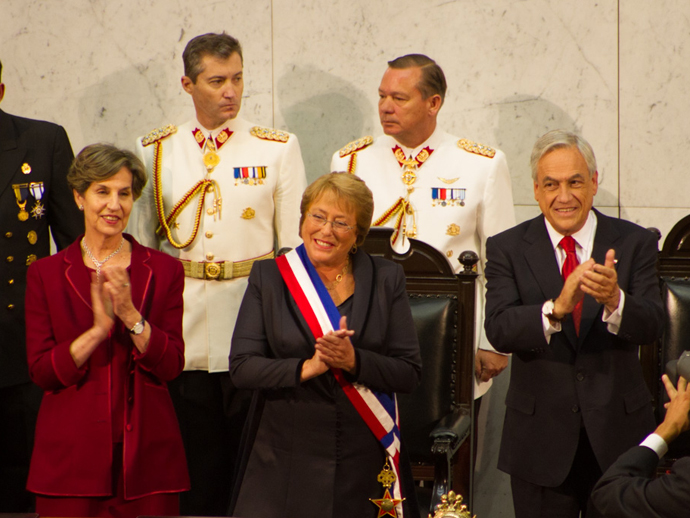
Allende (links) als Senatspräsidentin bei der zweiten Amtseinführung von Präsidentin Michelle Bachelet

Das Ende der Militärdiktatur Pinochets begann mit dem Referendum in Chile 1988, bei dem sich die Chilenen gegen eine weitere Amtszeit des Diktators aussprachen, woraufhin es im Folgejahr zu Parlamentswahlen kam. Allende kehrte in der Endphase der Diktatur nach Chile zurück und beteiligte sich an der Wahlkampagne der oppositionellen Concertación gegen Pinochet. Sie schloss sich erneut der Partido Socialista an und wurde Vizepräsidentin ihrer Partei.
Bei der Parlamentswahl 1993 kandidierte sie erstmals für das chilenische Abgeordnetenhaus. Sie erreichte in ihrem Wahlkreis die meisten Stimmen und wurde neben dem PDC-Politiker Renán Fuentealba Vildósola für vier Jahre in das Unterhaus gewählt. Bei den folgenden drei Wahlen 1997, 2001 und 2005 konnte sie ihr Mandat stets verteidigen, das zweite Mandat sicherte sich jedes Mal der RN-Politiker Maximiano Errázuriz. Von März 2003 bis März 2004 übernahm Allende von ihrer Vorgängerin Adriana Muñoz D’Albora die Präsidentschaft des Abgeordnetenhauses und wurde nach dieser die zweite Frau in diesem Amt.
Bei der Parlamentswahl 2009 trat sie nicht mehr für das Abgeordnetenhaus, sondern für den Senat an. Sie wurde neben Baldo Prokurica (RN) als Vertreterin der Región de Atacama in den Senat gewählt. Von März 2014 bis März 2015 fungierte sie als Präsidentin des Senats, wodurch sie die erste Frau in diesem Amt wurde. Am 29. April 2015 wurde sie zur Vorsitzenden der Partido Socialista gewählt, die sie rund zwei Jahre bis zum 9. April 2017 blieb. In der bis dahin über achtzigjährigen Geschichte der Partei war Allende die erste Frau, die ihr vorstand. Zur Parlamentswahl 2017 trat sie erneut für den Senat, aber dieses Mal im Wahlkreis der Región de Valparaíso an. Durch die Wahlrechtsreform in Chile 2015 wurden nicht mehr bloß zwei Mandate pro Wahlkreis vergeben, sondern die Einwohnerzahl berücksichtigt, so dass sie als eine von insgesamt fünf Vertretern des Stimmbezirks in den Senat einzog. Ihre Amtszeit als Senatorin dauert noch bis 2026.